# Peloponnesia culminella
Peloponnesia culminella is een vlinder uit de familie zakjesdragers (Psychidae). De wetenschappelijke naam van deze soort is voor het eerst geldig gepubliceerd in 1961 door Sieder.
De soort komt voor in Europa.